# Joaquín de Toledo y Parra
Joaquín Lorenzo Narciso de Toledo y Parra nació en Tarifa, provincia de Cádiz, el 29 de octubre de 1780, hijo de Don Álvaro de Toledo y Gatón y de Doña Isabel Rafaela de Parra y Arcos, naturales de Tarifa.
En la Real Armada sentó plaza de guardiamarina el 11 de diciembre de 1794. Como Alférez de Navío, pasó en 1806 a la goleta Paz a las costas del Río de la Plata y naufragó en la costa de Maldonado.  Posteriormente, durante las invasiones inglesas, tomó el mando de la balandra cañonera San José de la flotilla de Juan Gutiérrez de la Concha, con la que salió de Montevideo el 27 de julio de 1806 escoltando la expedición a Buenos Aires. Participó en el desembarco a las órdenes de Liniers resultando herido en el combate. Luchó también en Rosas y en el bloqueo de Santa Margarita. En 1814 al mando del bergantín "Cazador" realizó varias misiones de correo en la América septentrional hasta 1816 en que fue destinado al departamento de Cádiz donde es ascendido a Capitán de Fragata.
El 11 de mayo de 1819, se pone al mando del navío de 74 cañones San Telmo, el cual formaba parte de la "División del Mar del Sur". El buque salió en convoy con el navío Alejandro I de 74 cañones y las fragatas Prueba (de 50 cañones) y Primorosa Mariana (mercante). Ninguno iba en condiciones adecuadas a la travesía y se dispersan. En el ecuador, el Alejandro vuelve al puerto de Cádiz por hacer agua. La fragata Prueba pudo llegar al Callao tras prolongada y difícil navegación. La Primorosa Mariana fondeó en el Callao el 9 de octubre. El 2 de septiembre de 1819 es la fecha en la que se vio por última vez el navío San Telmo timoneado por el Capitán de Navío graduado Joaquín de Toledo y a sus 644 tripulantes, cuando la Primorosa Mariana se separa del San Telmo en el cabo de Hornos, y observa las averías que tenía el buque en el timón, tajamar y la vela mayor durante un fuerte temporal reinante en la zona del Cabo de Hornos.